# Víktor Anichkin
Víktor Ivánovich Anichkin (en ruso: Виктор Иванович Анички; Sverdlovsk, Unión Soviética, 8 de diciembre de 1941 - Moscú, Unión Soviética, 5 de enero de 1975) fue un futbolista soviético, se desempeñaba como defensa y estuvo presente en dos Eurocopas con la selección de fútbol de la Unión Soviética.

## Clubes
| Club              | País            | Año         | Partidos | Goles |
| FC Dinamo Moscú   | Unión Soviética | 1960 - 1972 | 322      | 15    |
| FC Dynamo Bryansk | Unión Soviética | 1972        | 14       | 2     |

- Datos: Q892722